# Große Synagoge (Kowel)

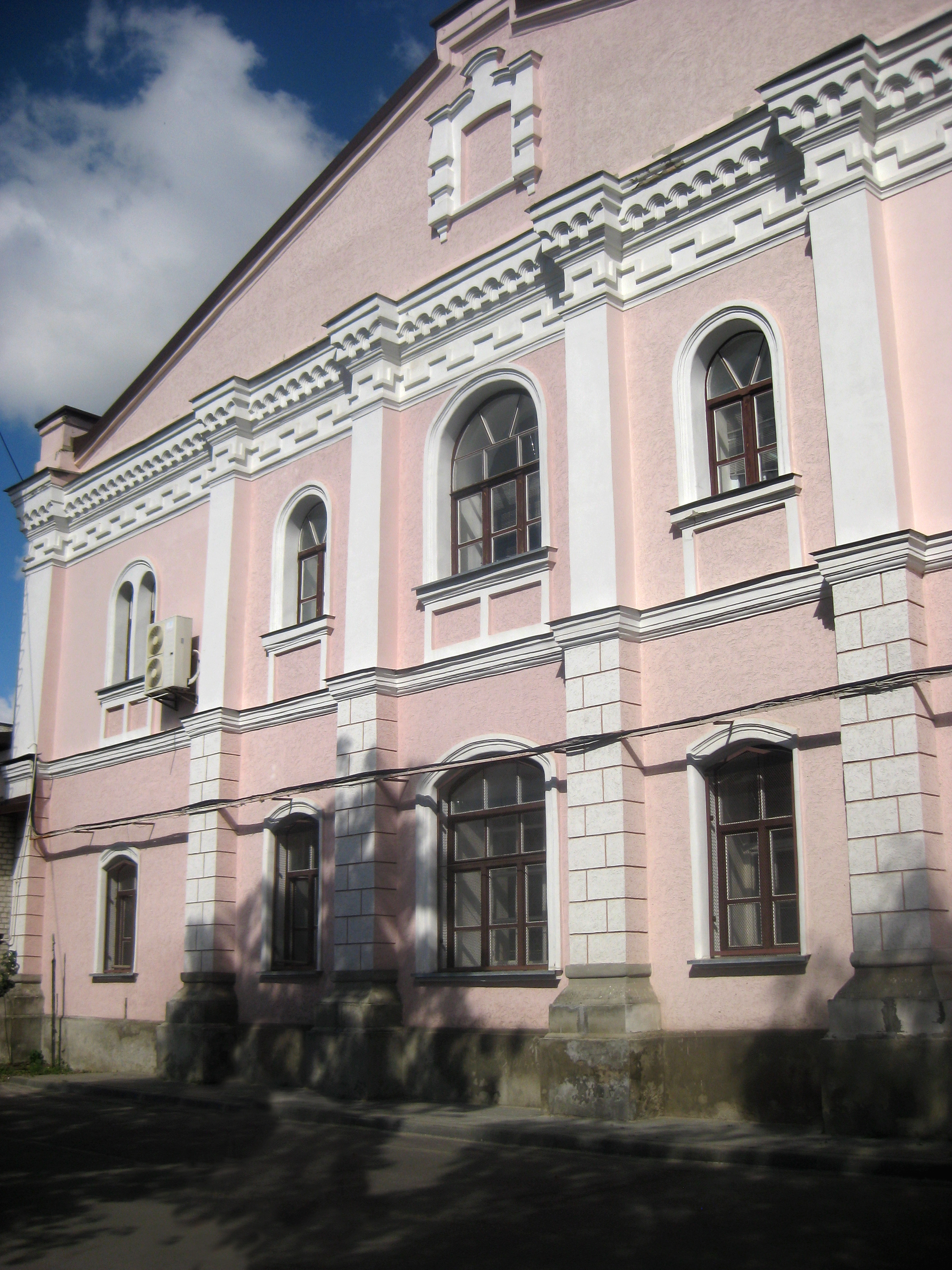
Große Synagoge Kowel

Die Große Synagoge in Kowel in der ukrainischen Oblast Wolyn wurde zwischen 1886 und 1907 erbaut.

## Geschichte
Im Jahre 1660 wurde in der Stadt eine Synagoge errichtet, die 1744 durch ein Feuer zerstört wurde. Ein weiteres Feuer in 1857 zerstörte nahezu die ganze Stadt einschließlich der damaligen Synagoge. Als die Große Synagoge erbaut wurde, gab es bereits weitere Synagogen. Heute befindet sich in dem Gebäude eine Textilfabrik. Bis zum Jahr 2009 konnte über dem Eingang deutlich der Davidstern gesehen werden, der danach übertüncht wurde.

## Abschiedsworte von Holocaustopfern
Im Spätsommer und Herbst 1942 wurden die Juden vor ihrer Ermordung in der Großen Synagoge eingesperrt. Viele schrieben und ritzten Abschiedsgrüße und Rufe nach Vergeltung in die Wände. Die nahezu 100 Texte wurden nach dem Krieg in dem Memorial Book for the Jews of Kovel veröffentlicht und damit für die Nachwelt gerettet. Die Inschriften selbst wurden einige Zeit nach dem Krieg übermalt.